# Полісексуальність

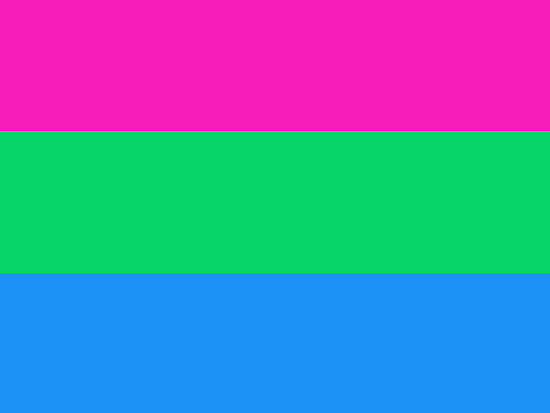
Прапор полісескуальності

Полісексуальність — одна з багатьох можливих сексуальних орієнтацій, яка визначається як емоційний, романтичний (платонічний), еротичний (чуттєвий) та/або статевий потяг до багатьох, але не всіх, гендерів. Полісексуальність є «охоплюючою або характеризується багатьма різними видами сексуальності».

## Особливості та культурні аспекти
Полісексуальність відрізняється від поліаморії, бажання тісно взаємодіяти з кількома особами відразу, та пансексуальності, потяг до всіх статей і гендерів. Полісексуальність охоплює багато, але не обов'язково всі статі та гендери.
Полісексуальність — це термін для самоідентифікації, який є дещо аморфним, оскільки багато різних людей використали його у різних значеннях щодо опису сексуальної орієнтації. Полісексуальна ідентичність пов'язана з гендерною ідентичністю та використовується деякими людьми, які ідентифікують себе поза гендерним бінаризмом. Люди, які називають себе полісексуальними, можуть бути віднесені до людей третьої статі, двох духів, інтерсексуалів або гендерквірів.
Різні релігійні вірування по-різному ставляться до полісексуальностіː деякі забороняють полісексуальну поведінку, деякі вважають прийнятною. Основні монотеїстичні релігії зазвичай забороняють полісексуальність.

## Прапор
Полісексуальний прапор гордості був розроблений користувачем Tumblr з нікнеймом «Самлін» і вперше опублікований в блозі @fuckyeahpolysexuality 11 липня 2012 року. Колір і дизайн полісексуального прапора ґрунтуються на пансексуальних та бісексуальних прапорах гордості, запозичуючи рожевий і синій кольори і замінюючи жовті та фіолетові смуги зеленою. Рожева смуга означає привабливість до жінок, зелена смуга — привабливість для людей, які ідентифікують себе за межами традиційного поділу за статтю, а блакитна смуга — привабливість до чоловіків.